# Lupulin

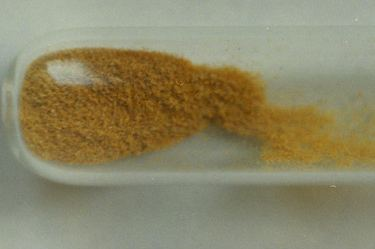
Lupulinový prášek

Lupulin je hrubý zelenožlutý prášek nacházející se v chmelovém květu. Obsahuje několik chemických látek, které mu dávají hořkou chuť. Je užíván jako utišující prostředek (sedativa) při dráždění urogenitální (vylučovací) soustavy.